# 第1回東京国際映画祭
第1回東京国際映画祭（だい1かいとうきょうこくさいえいがさい）は、1985年5月31日（金）から6月9日（日）の10日間に開催された東京国際映画祭。

## 概要
主催：（財）東京国際映像文化振興会/東京国際映画祭組織委員会、後援：外務省、文化庁、通商産業省、東京都、渋谷区、東京商工会議所、（社）日本映画製作者連盟、（社）外国映画輸入配給協会、全国興行生活衛生同業組合連合会、協賛：（財）国際科学技術博覧会協会、東急グループ、西武セゾングループ、（株）丸井、ソニー株式会社。

## 受賞結果

### ヤングシネマ'85
- 大賞・都知事賞： 相米慎二監督（『台風クラブ』）
- 最優秀監督賞： ペーテル・ゴタール（『止った時間』）
- 小津安二郎記念賞： アリ・オズゲントルク監督（『At』）
- 審査員特別功労賞： 
  - フランソワ・ブーヴィエ、ジャン・ボードリー監督（『ジャックと11月』）
  - ヘクトール・バベンコ監督（『蜘蛛女のキス』）

## 審査員
- 審査委員長
  - デヴィッド・パットナム（プロデューサー）
- 審査員
  - ミロシュ・フォアマン（映画監督）
  - レイモンド・チョウ（プロデューサー）
  - エイドリアン・マンシア（アメリカ・ニューヨーク近代美術館映画部主事）
  - ソニア・ブラガ（女優）
  - イシュトヴァン・サボー（映画監督）
  - ベルナルド・ベルトルッチ（映画監督）
  - 今村昌平（映画監督）

## 上映作品

### ヤングシネマ '85
| 上映題 （劇場公開題・DVD題） | 英語題                                          | 監督                                    | 備考                  |
| ---------------------------- | ----------------------------------------------- | --------------------------------------- | --------------------- |
| 1984                         | Nineteen Eighty-Four                            | マイケル・ラドフォード                  |                       |
| ブラッド・シンプル           | Blood Simple                                    | ジョエル・コーエン                      |                       |
| 壁の向こう側                 | Beyond the Walls                                | ユーリ・バーバッシュ                    |                       |
| ジャックと11月               | Jacques and November                            | フランソワ・ブービエ ジャン・ボードリー | 審査員特別功労賞 受賞 |
| 狼の血族                     | The Company of Wolves                           | ニール・ジョーダン                      |                       |
| 逃げ口上                     | Hit and Run                                     | ジャン＝ピエール・リモザン              |                       |
| ホームカミング               | Homecoming                                      | イム・ホー                              |                       |
| At                           | The Horse                                       | アリ・オズゲントルク                    | 小津安二郎記念賞 受賞 |
| オールド・イナフ             | Old Enough                                      | マリサ・シルバー                        |                       |
| 蜘蛛女のキス                 | Kiss of The Spider Woman                        | ヘクトール・バベンコ                    | 審査員特別功労賞 受賞 |
| セラフィン                   | Seraphim Polubes and Other Inhabitants of Earth | ヴィクトール・プロホロフ                |                       |
| 台風クラブ                   | Typhoon Club                                    | 相米慎二                                | 大賞 受賞             |
| 心の中で                     | Straight through the Heart                      | ドリス・ドリエ                          |                       |
| 止った時間                   | Time Stands Still                               | ペーテル・ゴタール                      | 最優秀監督賞 受賞     |
| ビアンカ（僕のビアンカ）     | Bianca                                          | ナンニ・モレッティ                      |                       |
| おかしなバスジャック         | Rastless Natives                                | マイケル・ホフマン                      |                       |

### 映画祭の映画祭（世界主要映画祭受賞作）
| 上映題 （劇場公開題・DVD題）  | 英語題                | 監督                     | 備考 |
| ----------------------------- | --------------------- | ------------------------ | ---- |
| アトランティック・シティ      | Atlantic City         | ルイ・マル               |      |
| ラヴ・ストリームス            | Love Streams          | ジョン・カサヴェテス     |      |
| ピショット                    | Pixote                | ヘクトール・バベンコ     |      |
| ワッサ                        | Vassa                 | グレブ・パンフィーロフ   |      |
| 日記                          | Diary for My Children | マールタ・メーサーロシュ |      |
| 事件の解決                    | The Case is Closed    | ムリナール・セーン       |      |
| 穏やかな太陽の年 （太陽の年） | Year of the Quiet Sun | クシシュトフ・ザヌーシ   |      |

### 映画祭の映画祭（最新話題作）
| 上映題 （劇場公開題・DVD題） | 英語題              | 監督                       | 備考             |
| ---------------------------- | ------------------- | -------------------------- | ---------------- |
| 乱                           | Ran                 | 黒澤明                     | オープニング作品 |
| インドへの道                 | A Passage to India  | デヴィッド・リーン         |                  |
| カルメン                     | Carmen              | フランチェスコ・ロージ     |                  |
| アデュー・ボナパルト         | Farewell Bonaparte  | ユーセフ・シャヒーン       |                  |
| ザッツ・ダンシング           | That's Dancing      | ジャック・ヘイリーJr.      |                  |
| 刑事ジョン・ブック 目撃者    | Witness             | ピーター・ウィアー         |                  |
| ソルジャー・ストーリー       | A Soldier's Story   | ノーマン・ジュイソン       |                  |
| マスク                       | Mask                | ピーター・ボグダノヴィッチ |                  |
| パリ、テキサス               | Paris, Texas        | ヴィム・ヴェンダース       |                  |
| キリング・フィールド         | The Killing Fields  | ローランド・ジョフィ       |                  |
| イウォーク・アドベンチャー   | Caravan of Courrage | ジョン・コーティ           |                  |
| ビルマの竪琴                 | The Burmese Harp    | 市川崑                     | クロージング作品 |

### 日本映画の昨日と今日
| 上映題 （劇場公開題・DVD題）    | 英語題                    | 監督     | 備考 |
| ------------------------------- | ------------------------- | -------- | ---- |
| 夢千代日記                      | Yumechiyo Diary           | 浦山桐郎 |      |
| 瀬戸内少年野球団                | MacArthur's Children      | 篠田正浩 |      |
| 転校生                          | I am You, You are Me      | 大林宣彦 |      |
| 帰らざる日々                    | Bitter Sweet              | 藤田敏八 |      |
| サンダカン八番娼館 望郷         | Sandakan No.8             | 熊井啓   |      |
| 鬼龍院花子の生涯                | Onimasa                   | 五社英雄 |      |
| 津軽じょんがら節                | Jongara                   | 斎藤耕一 |      |
| ダイナマイトどんどん            | Dynamaite Don Don         | 岡本喜八 |      |
| 海燕ジョーの奇跡                | The Miracle of Joe Petrel | 藤田敏八 |      |
| 仁義なき戦い                    | The Yakuza Papers         | 深作欣二 |      |
| 家族ゲーム                      | Family Game               | 森田芳光 |      |
| さらば愛しき大地                | A Farewell to the Land    | 柳町光男 |      |
| 泥の河                          | Muddy River               | 小栗康平 |      |
| トラック野郎 御意見無用         | Fire Ball on Highway      | 鈴木則文 |      |
| 蒲田行進曲                      | Fall Guy                  | 深作欣二 |      |
| 男はつらいよ 寅次郎夕焼け小焼け | Tora's Sunrise and Sunset | 山田洋次 |      |
| 幸福                            | Happiness                 | 市川崑   |      |
| 駅・STATION                     | Station                   | 降旗康男 |      |
| 幸福の黄色いハンカチ            | The Yellow Handkerchief   | 山田洋次 |      |
| 化粧                            | Make - up                 | 池広一夫 |      |
| 細雪                            | The Makioka Sisters       | 市川崑   |      |
| 四季・奈津子                    | Natsuko                   | 東陽一   |      |

## 解説

### シネマシティー渋谷
シンボルマークをあしらった垂れ幕や旗で渋谷の街を埋め、道玄坂通り、東急本店通り、公園通り、原宿表参道を中心にシネマストリートを設立、渋谷を街ぐるみ、地域ぐるみで映画のお祭りに仕立て上げた。映画上映を離れた関連イベントは10以上で、お固い映像シンポジウムや特撮の展示会から、秘蔵フランス映画ポスター展、映画関連の展示即売会、チャリティー・テニス大会など、映画の縁日のような充実したイベントを組み、後発の映画祭のため、"開かれた映画祭"を目指した。渋谷駅前の忠犬ハチ公像の隣に高さ3メートル、ステンレス製のシンボル・モニュメントを建て、三角柱の側面に小津安二郎やジョン・フォード、チャールズ・チャップリン、マリリン・モンロー、クラーク・ゲーブル、田中絹代、溝口健二など、亡き世界の代表的映画人36人の横顔を並べた。36人を選んだのは淀川長治、双葉十三郎、筈見有弘、和田誠。イラストは和田誠。また道玄坂109の円柱形のエレベーター・タワー壁面に山高帽にステッキ姿の巨大なチャップリンのシンボルマークを掲示。国立代々木競技場内にプレスセンターを設置し、外国人報道関係者にIDカードを発行した。主会場の渋谷NHKホールにはカチンコを模した巨大看板を取り付け、渋谷駅からNHKホールに至る公園通りには、丸井新館の液晶スクリーンを配置し、映画の名場面を流した。また日本電信電話公社などが商品化した「キャプテンシステム」とは別方式のNAPLPS方式のビデオテックス事業として、三井物産やソニー、野村証券などが設立した「東京テレガイド」、三菱商事、三井物産や凸版印刷が設立した「ビデオテックス・ジャパン・ネットワーク」の三社が日本初の最大NAPLPS型ビデオテックス・ネットワークとして「プレビュー・プラザ・ビデオテックス・ネットワーク」と名付け、東京国際映画祭で初めて渋谷・原宿地区に端末機計80台を置き、映画祭情報などを流した。NHKホールに期間中入場したお客にはバラの花を用意し、6、7000本を配った。ハチ公前広場、109前、パルコPart1前などに屋外ステージを設置して数々のイベントを催した。
渋谷は元々、東急グループの企業城下町だったが、宇田川町周辺にセゾングループが進出して街のイメージが大きく変わったこともあり、東急はこの東京国際映画祭を機会に新しい街づくりをと気合を入れた。東京急行電鉄は東急の総帥・五島昇が会頭を務める東京商工会議所が映画祭を後援し、渋谷が開催地ということも重なり2億円を寄付した。東急エージェンシーは、銀座、新宿に代わる若者の街・渋谷をアピールし、東急グループの本拠地の振興を企図、「映画祭のある街」という企画を立て、総額2億6000万円の予算を組み、渋谷、原宿の目抜き通りの街頭装飾やイベントを丸ごと広告媒体として使用するというプロジェクトを組んだ。渋谷のような繁華街を一企業が買い取る形は前例のない試みで、スポンサーは期間中に渋谷、原宿の目抜き通りの街頭に吊るされる旗(バナー)約1200本とビルに吊るす懸垂幕に自社の名前を入れられ、様様なイベントで広告活動等が出来た。また後述する映画祭の企画のうち、協賛プログラム（スポンサー企画）の三つは、スポンサーではなく、東急エージェンシーと電通が代理店として企画したもので、「TAKARAファンタスティック映画祭」は東急エージェンシーが代理店を請け負い、宝酒造がスポンサーになった。また当時の百貨店は年間44日の休業が義務付けられ、旧百貨店法時代から営業する店舗は「休業日は月に4日、7月と12月は各2日」と枠がはめられ、この枠を取り払うには、地元との調整や労組との交渉が必要で、1985年以前はどの百貨店も二の足を踏んでいた。東急百貨店本店・東横店は映画祭期間中の1985年6月6日の木曜日が定休日に決まっていたが、映画祭期間中は無休にしたいと鈴木育延同社総務部長が1年前から、地元商店街の夜間の美化パトロールや冠婚葬祭や宴会などで付き合いを深め、街路灯や歩道のタイル舗装などに資金を出したりした。1984年末には、東京商工会議所の商業活動調整協議会に休業日の月別の枠を外すことを申請し認められ、東急百貨店は映画祭期間中は無休で営業し、さらに歳末商戦の12月も無休にする合意を地元商店街と取り付けた。寝耳に水の申請に西武百貨店など渋谷、新宿、銀座の百貨店は、関東百貨店協会の緊急理事会を急遽招集し、業界がそろって枠を外すという結論を出した。この動きは全国に波及した。
当時は東急百貨店本店北隣に多目的ホール（『Bunkamura』）を計画中で、将来的には〈東急文化村〉で〈西武・公園通り〉に対抗する構えでいた。組織委員会会長の瀬島龍三は財界活動をして来なかったが、1978年に五島昇と永野重雄日本商工会議所会頭に請われ、日本商工会議所特別顧問、東京商工会議所副会頭に抜擢され、以降、活発に財界活動を行うようになった。実行委員長の岡田茂は東急グループの人物で、東急エージェンシーの当時の社長・前野徹は「岡田茂を囲む会」のメンバーだった。このため東京国際映画祭は、渋谷の再開発を狙う東急グループのイベントという見方もあった。
これに対して西武グループはぴあと組んでぴあフィルムフェスティバルの共催企画「映画渡世・マキノ雅裕」を行ったが、東急よりも冷ややかだった。
1983年12月に東京国際映画祭が渋谷で開催されるという正式発表があったとき、池袋の小劇場の代表と忘年会をやっていた新文芸坐の三浦大四郎社長は、これが悔しくて酔った勢いで「我々は演劇祭をやろう」とぶち上げたのが『東京国際演劇祭'88池袋』（フェスティバル/トーキョー）の始まり。東京国際映画祭前の開催を準備していたが、予算や都有地の使用許可が遅れ1988年までずれ込んだ。

### プログラム
1985年5月31日午後、渋谷NHKホールに常陸宮ご夫妻をお迎えして開会式が行われ、村田敬次郎通産大臣、三木武夫元首相、鈴木俊一東京都知事ら政財界代表や、国内外の映画関係者、各国駐日大使、三船敏郎、勝新太郎、高峰秀子、栗原小巻らが出席。岡田真澄が司会を務めた。瀬島龍三組織委員会会長、鈴木俊一東京都知事などの挨拶後に『乱』がオープニング上映された。『乱』は海外招待客100人を含む映画関係者2500人のみで、一般客は入れなかった（1985年6月1日から一般公開）。ほとんどの映画人が絶賛したが、『影武者』でトラブルを起こした勝新太郎が「いたずらに長い。見る人のことを考えてない作品。戦闘シーンは見飽きた」などとこき下ろした。同日夜に東京プリンスホテルでウエルカム・パーティが開かれ、この模様の一部がフジテレビ『おもしろバラエティ』枠で生放送された。司会はタモリと明石家さんま、沢口靖子。ハリソン・フォード、ブリジット・フォッセー、ジェームズ・ステュアート、ヘルムート・バーガー、ソフィー・マルソー,ジャンヌ・モローなどの海外スターの他、中曽根康弘首相、三船敏郎、三橋達也、安西郷子、司葉子、仲代達矢、宍戸錠、吉永小百合、石坂浩二、ピーター、島田陽子、松坂慶子、中井貴一、片岡鶴太郎、田原俊彦、近藤真彦、中森明菜、池田満寿夫、佐藤陽子、手塚治虫、石森章太郎（石ノ森章太郎）、小森和子らと、鹿内春雄フジテレビ副社長と頼近美津子が結婚後初めて公式の場に出席した。出席を予定していた黒澤明は欠席。黒澤は御殿場で静養中で、映画祭期間中も姿を見せず、来日した俳優、監督や『ニューヨーク・タイムズ』や『ガーディアン』の記者30人から面会申し込みがあったが全て断った。
ウエルカム・パーティではハリソン・フォードがグラス片手に会場を回るなど、有り得ないような豪華なパーティであったが、生中継は構成が悪く、タモリと明石家さんまが司会をふざけたり、会場には海外からのビッグスターが顔を揃えているのに彼らへのインタビューはなく、当時日本で人気があったマット・ディロンをアメリカに訪ねたVTRが流れる間の悪さで、マッチや中森明菜がステージで映画とは関係ない歌をうたい出したとき、招待客は何が始まったのかとビックリし、まわりをハラハラさせた。フジテレビが当時、「楽しくなければテレビじゃない」というキャッチフレーズを打ち出し『おもしろバラエティ』枠で放送したことで、新聞各社に悪評の投書が殺到し、好評がゼロという珍しい事態になり、「ユーモアとスマートさに欠けたドタバタ司会、日本には機知と弁の冴えでわかす芸人はいないのか」「日本語でくだらない言葉を外国人に言わせるな」「少ない時間で映画と関係ない歌を三曲も歌わせるな」「外国から大スターを集めながら、大切な機会を無にした」「まさに島国映画祭だ」など、「時と場」をわきまえぬ企画などとマスメディアに叩かれた。この日の開会式とウエルカム・パーティを合わせた費用は1億5000万円。
特別招待作品を上映するNHKホールをメインとして、渋谷の戦艦級映画館は通常興行を休み、映画祭関連施設として使用した。期間中、渋谷の街を映画解放区にして並行して上映されるシステム。42ヵ国、全137本の上映は、当時のカンヌ、ヴェネツィア映画祭と同規模で、映画館・ホールが集中する渋谷・原宿地区での開催で、会場全体はコンパクトにまとまった。郊外まで3平方キロメートルに展開するカンヌと違い、歩いて会場巡りが出来るのが特徴。当時は渋谷にいっぱい映画館があった。NHKホールはキャパ3300と映画を上映するにしては大きいが、満席にした作品が何本も出た。137本のうち、「日本映画の昨日と今日」と「アニメ・フェスティバル」以外は、基本的には日本で未公開作か、お蔵入り作品。このうち欧米の作品は映画祭後にほとんど一般公開された。入場料金は1作品一律1200円（子ども料金なし）。「日本映画の昨日と今日」のみ1日券。当時の映画館はまだ全席自由席で1日中入れ替えなしも多かったが、映画祭では席はほとんど自由席で、各回入れ替え制であった。全て前売り券で、前売り券が残っている場合のみ当日券を発売。前売り券発売はアニメフェスティバルのみ1985年5月11日、他は1985年4月20日。地方への郵送もあり。最も早く売り切れたのは唯一のオールナイト上映だった「TAKARAファンタスティック映画祭」1985年6月1日(土曜)～6月2日(日曜)。前売り状況は開幕直前は50%前後から100%まであったが、平均して約70%。東急文化会館内で行われた「ヤングシネマ85」「TAKARAファンタスティック映画祭」「女性映画週間」は、1985年6月2日が日曜だったこともあり、各回僅かに残っていた当日券も販売開始とともに売り切れ全回完売し、この日一日で1万4000人を動員した。上映作品によってバラツキはあったがかなり立ち見も出た。ネットの無い時代なので、前売り券の購入は、劇場か、渋谷を中心とした西武百貨店内などのプレイガイド16店舗のいずれかに事前に買いに行かなくてはならなかった。
「映画祭の映画祭」（川喜多和子、堀江鈴男プロデュース）、「日本映画の昨日と今日」（黒井和男プロデュース）、「ヤングシネマ85・国際新進監督コンクール（佐々木史朗プロデュース）の三つが自主企画。メイン・イベントの「映画祭の映画祭」（NHKホール/1985年5月31日～6月9日）は主要国際映画祭の1980年から1985年度グランプリか、それに準ずる受賞作、1985年夏以降に公開される話題作、米国メジャー作を中心に17本を上映。カンヌに間に合わず、世界初の上映だった『乱』がオープニング。映写技師が初日で緊張のあまり手元が狂い、映写機に油を差し過ぎて上映開始後30分間ピンボケが続いた。黒澤が見ていたら大目玉を食らうところだった。
「日本映画の昨日と今日」は日本を代表する監督の作品と話題の22本を上映。全作品英語字幕入り。
「ヤングシネマ85」（渋谷東急）で1985年6月4日夜に上映された『蜘蛛女のキス』では、外国人客が通路にぎっしり座り込む盛観で、終映後、ヘクトール・バベンコ監督と観客との一問一答にも熱がこもり、同年配の監督同士が各国語片言交じりで深夜まで熱心な議論があった。
この他、「女性映画週間」「ファンタスティック映画祭」「ベスト30・アラウンド・ザ・ワールド」「アニメ・フェスティバル」と四つ（文献により五つ）の協賛プログラム（スポンサー企画）があった。「アニメ・フェスティバル」以外の「女性映画週間」と「TAKARAファンタスティック映画祭」は東急エージェンシーが、「ベスト30・アラウンド・ザ・ワールド」は電通が企画し、それぞれ代理店としてスポンサーを募ったもの。
「女性映画週間」（東急レックス/1985年5月31日～6月7日）は高野悦子の企画で、1985年が「国連婦人の10年」の最終年にあたることから、日本ではまだ少なかった女性プロデューサーや女流監督が製作した作品や女性が中心となった日本未公開8作品を上映するもので、カネボウがスポンサー。ジャンヌ・モローは監督二作目の『思春期』の上映と審査員を兼ね、ブリジット・フォッセーらが審査員が務めた。日本では長編劇映画を5本以上撮ったのは当時は田中絹代だけという後進国の現状から、女性の地位向上の証としての企画だったが、"女性週間"という命名自体が世界で初めてだったらしく、世界のトップ女優、女流監督が勢ぞろいした記者会見では「21世紀には"女性映画週間"なんてないことを望む。女性週間があること自体にまだまだ男女差別がある」などと怪気炎を上げた。前売りの売れ行きはいまひとつだったが、意外に入りが良かった。
アヴォリアッツ国際ファンタスティック映画祭と提携した「TAKARAファンタスティック映画祭」（渋谷パンテオン/1985年5月31日～6月7日）は小松沢陽一がプロデュースで、宝酒造がスポンサー。SF・ファンタジー・ホラー作品を中心とした企画で17本を上映。上映会場の渋谷パンテオンは当時日本で一番大きくてデラックスな劇場といわれたが、女性層、若年層の人気を集め、連日超満員を記録。オープニングは『フェノミナ』。当時の映画関係者を含めたマスメディアは、ホラーやSFが人気があるという認識がなく、勿論、これまでも個々に大ヒットした映画はたくさんあったが、分野としてホラーやSFにファンが思いのほか多いという認識をマスメディアで持たれた。日本経済新聞は「ファンタスティック映画祭は、SFとスリラーばかりを集めた」と、スポーツニッポンは「日本人は恐怖がお好き!?」という記事を書いた。アボリアッツ・ファンタスティック映画祭などの映画祭プロデューサー・リオネル・シュシャンやクリストファー・リー、デヴィッド・クローネンバーグ、キン・フー、ジェームズ・ディアデンなどがスペシャルゲストとして招かれたとされる。メインゲストとして招かれた『フェノミナ』の監督・ダリオ・アルジェントは「とかく、キワモノとして蔑まれて来た恐怖映画が認知されたのは、ここ10年ぐらいじゃないかな。ブライアン・デ・パルマが『悪魔のシスター』で注目されたのは9年前のことだし、ジョン・カーペンターがデビューしたのも同時期だ。彼らは30代後半か40代前半のほぼ同世代。幼年時代に見たテレビの怪奇番組をスケールアップして映像化したいという希望を同じように持っている。子供の頃の鳥肌が立つような感覚を未だに忘れないとしたら、みんな幼稚なのかも。彼ら新進監督の稚気が、恐怖映画の地位向上の切っ掛けなのでないか。世界には本催しと同様のものが8ヶ所もある」と解説した。期間中若者層を中心に二万人の観客を動員し、これが一つの切っ掛けになり、日本でカルトムービーとも称される映画が相次いで公開され、新たなホラー映画ブームを引き起こした。東京国際映画祭の次の開催は二年後だったが、「ファンタスティック映画祭」のみ、翌1986年秋に同じ渋谷パンテオンで第二回が開催された。
「ベスト30・アラウンド・ザ・ワールド」（渋谷東急名画座/1985年5月31日～6月9日）はこれまで商業ベースに乗らず、日本で紹介されたことのなかったアイスランドやモンゴル、ルーマニア、パプアニューギニア、マリ共和国などから、1国1本という基準で映画を30本集めたもので、作品選定は元ユナイトの宣伝マンで、当時は日大助教授だった横川真顕。NTTがスポンサー。NTTが民営化に伴い、導入したCI戦略の一環で、コンサート事業に次いで打ち出したのが映画事業の進出で、文化の香りのする企業イメージ作りを狙った。カトリーヌ・ドヌーヴをゲストに予定していたが来日しなかった。前売り段階では30%しかさばけず、6000万円の赤字が出たとされるが、NTTはCI戦略に30億円の投入を予定していたため大した金額ではなかった。また大半がここでの上映が日本では最初で最後の作品といわれたが、このプログラムが大きな切っ掛けになり、洋画配給会社が欧米の作品以外も輸入するようになったとされる。
「テラピナアニメ・フェスティバル」（渋谷東宝/1985年5月31日～6月7日）は、主催：日本動画製作者連盟／東京国際映画祭組織委員会、後援：日本商品化権協会、プロデューサー・今田智憲、協賛：味の素株式会社。テラピナとは味の素が当時発売していた飲料「TERRA」と「pina」。当時日本のアニメは一応世界的ということになっているということ、興行的にも大きな影響を占めているという評価から開催が決まったもの。海外ではアニメは既に"映像美術"として捉えられていたが、日本ではマンガとの関係が深いことから子供向けのイメージが強く、まだ"商品"としての存在が大きく、作品の評価が高いとまでの認識ではなかった。そんな中で『風の谷のナウシカ』が「パリ国際SF&ファンタジー・フェスティバル 国際映画祭」の特別審査員賞を受けたのは大きな価値があると評された。アニメだけのセクションは当時珍しかったが、フランスのアヌシー映画祭がアニメーション専門の国際映画祭として既にあった。2019年の今日なら様々なジャンルの新作長編アニメ映画で複数、或いは埋め尽くされたかも知れないが、当時の長編アニメはテレビシリーズを2時間強に繋いだものか、作り直したものがほとんどで、劇場オリジナルの新作長編アニメ映画は製作が途絶えていた時代。当然新作はなく、国際映画祭という折角のお披露目の場だったが特に注目はされなかったという。但し、上映作はそれまでの日本の長編アニメの歴史のようなラインナップ。
初日の1985年5月31日に先立つ夕方から「アニメ・フェスティバル前夜祭」があり、アニメ共通一次問題の解答を『アニメージュ』1985年6月号に付いた応募券と共にニッポン放送前夜祭係に郵送し、合格者が無料招待された。当日会場でさらにアニメのテストがあり優勝者を"アニメ博士"と認定し、トロフィー、賞状、豪華記念品が贈られた。前夜祭ゲストは手塚治虫、松本零士、ちばてつや、りんたろう、古谷徹、神谷明ほか。当時の文献に「各作品上映前に縁の深い作家・監督さんたちの40分間の講演の予定」、「挨拶あり」、「『風の谷のナウシカ』が宮崎駿のティーチ・イン」などと書かれているため、以下、「〇〇と～」と名前の書かれた人物は当日全員登壇し、上映前にティーチインが行われたと見られる。
スケジュールは、「アニメ・フェスティバル前夜祭」、富野由悠季と『機動戦士ガンダムIII めぐりあい宇宙（そら）編』、松本零士と『銀河鉄道999 (The Galaxy Express 999)』（以上、1985年5月31日）、『キャプテン』『ルパン三世 カリオストロの城』、宮崎駿と『風の谷のナウシカ』、手塚治虫と『千夜一夜物語』（以上、1985年6月2日）、安彦良和と『クラッシャージョウ』、小野耕世解説『時の支配者』（フランスのアニメ）、『牧笛（ぼくてき）』『少女と小鹿』（(『鹿鈴』)、中国の水墨画短編アニメ）（以上、1985年6月3日）、石森章太郎・りんたろうと『幻魔大戦』、森やすじ解説各国傑作アニメ「『白雪姫』（ディズニー）、『こねこのらくがき』、『雪だるま』（イギリスの短編アニメ）、『EPIC』（以上、1985年6月4日）、押井守と『うる星やつら2 ビューティフル・ドリーマー』、『あしたのジョー2』、『さらば宇宙戦艦ヤマト 愛の戦士たち』（以上、1985年6月5日）、竹宮惠子と『地球へ…』、波多正美と『シリウスの伝説』（以上、1985年6月6日）、河森正治・美樹本晴彦と『超時空要塞マクロス 愛・おぼえていますか』、『話の話』（ソ連の切り絵短編アニメ）、高畑勲と『太陽の王子 ホルスの大冒険』（以上、1985年6月7日）の計25本が上映された。他に『白蛇伝』『西遊記』『長靴をはいた猫』『星のオルフェウス』『ドラえもん のび太の恐竜』を上映したとする文献もある。そんな中、手塚治虫は実験アニメ『ジャンピング』等を出品し、国際映画祭の舞台に相応しい作家性を見せた。この時の講演ではないが、直前に宮崎駿・押井守・河森正治が出席して行われた『アニメージュ』の座談会で、押井は「日本で発達したアニメは映画の範疇に入ると思う。やっぱりドラマというものを軸に淘汰された世界だから、絶えずそこに戻るしかない。アニメーション映画は映画の行く末とたぶん心中するだろうけど、映画というジャンルはそろそろ終わりにさしかかってるんじゃないかという予感がする。映画という表現の領域そのものがね。片山一良くんなんかに『君たちの出番はないかも知れないよ』って言うんですよ。映画の持っている映像の機動性そのものは、他の映像に凌駕されています。映画というのは限られたジャンルで生き延びていくんじゃないでしょうか」などと話し、宮崎は「映像というものは消えないですよ。テレビになろうが、映画になろうが。それは享受する側が楽な方向へ向かう過程なんで、その間、映像の持つ表現力は誰も捨てたことはないです」などと反論した。河森は庵野秀明との対談で「基本原理が発達して定着するのが20年ぐらいと思いますが、テレビの場合は完全に普及し終わって、これからビデオの時代に移りそうですけど、そうするとテレビアニメは20年経ったぐらいだから消えてもおかしくないですね。あと10年少しで世紀も変わるけど、10年先にはアニメの仕事はなくなる可能性もあると思います。いまCGとか出始めてますけど、これでCGとかのコストが下がってくれば、実写特撮の方がアニメより有利になる可能性も十分あると思う。マイコンなんか、いま僕らの次の世代の方が強いし。でも草創期の楽しい時はもうないでしょうね。でもアニメーションは、キャラクターなり、アニメーターなりに魅力を感じている人がいる限り存続すると思う」などと話し、庵野は「押井さんのいう"映画"というのはだんだん減ってきていると思います。結局、映画に対する価値観が低くなってきている。でもアニメーションは消えないと思う」などと話した。
もう一本、開催地・渋谷の還元行事として渋谷公会堂で、1985年6月8日に『イウォーク・アドベンチャー』が、地元の児童、商店街の家族などを無料招待して一回だけ特別上映された。
ユニークなイベントとして来日スター30数人による「世界映画人チャリティー・テニス・トーナメント」が1985年6月5日、6日に東京体育館で行われた。チャリティー・イベントに賛同した映画人が参加したもので、主催者側がハリウッドで三回のPRパーティを開き、200人のスターから出場OKをもらっていた。映画のキャンペーンや審査員、講演以外での来日映画人はこのテニス大会が主目的で来日した。参加したスターはノーギャラながら、旅費、宿泊費、食費はすべて主催者持ち。総費用は2億円。もしまともなギャラを払うと20億円といわれたが、カーク・ダグラスやカトリーヌ・ドヌーヴ、リンゼイ・ワグナーなど、日本で知名度の高いスターの来日中止、不参加があり、運営のフジテレビとしては二日で一万人程度の集客を期待したが、お客の入りが悪く、身体障害者福祉基金へ750万円を寄贈し、経費を引くと1億4000万円の赤字が出た。
その他、映画は総合芸術という観点から、映画館のスクリーンだけではなく、街に飛び出して、観て参加するという新しいスタイルの提案として、一般企画として多岐多様なイベントが組まれた。「黒澤明展」（東急百貨店本店/期間中）は、司会：品田雄吉で『乱』の出演者、根津甚八、原田美枝子、植木等らのティーチ・イン&サイン会などがあった。「SFX展」（ラフォーレミュージアム/1985年6月3日～6月9日）は、開催が近づいた頃に『ゴーストバスターズ』『2010年』と特撮映画が立て続けにヒットし、SFX（特殊効果）が中高生の間で流行語になっていたことから開催が決まった。当時はCGも出始めで、VFXという言葉も出始めだった。プロデュースは御影雅良。リチャード・エドランドを始め、『ゴーストバスターズ』のジョン・ブルーノ、『グレムリン』のロッコ・ジョフレらハリウッドの一線級SFX担当者9人を呼んで一般ファンを相手にセミナーを開いた。公式プログラムには参加者としてリック・ベイカーやホイト・イートマン、ぴあには細野晴臣、永井豪の記載がある。本国アメリカでも行われたことのない催しで、会場は若いマニアで満員だった。リチャード・エドランドは「若い人たちから非常に知的な質問を浴びせられ驚いた。彼らがいかに特殊映像に興味を持っているのかが分かり心強く思った」と話した。上杉裕世はこの時、ロッコ・ジョフレに自分を売り込んだのがマットペインターになった切っ掛けという。
NHKは教育テレビを中心に多数の映画祭関連番組を放送。東邦生命ホールで行われた「映像文化シンポジウム CINETOPIA'85」の模様などで、テレビ対談「映画的才能とは何か デヴィッド・パットナムと角川春樹が語る映画の可能性」「映画その夢幻の中の真実 クンフー映画の生みの親・キン・フーと独特の作風を持つ大林宣彦」（教育、1985年6月10日放送）、「変身の魔力 クリストファー・リーと唐十郎」（教育、1985年6月12日放送）、テレビシンポジウム「映画は時代のスーパードリーム ヘルマ・サンダース＝ブラームス、小栗康平ら」（教育、1985年6月15日放送）など。「映像文化シンポジウム CINETOPIA'85」は、これからの映画の行方など、パネリストが一般参加者を交えてディスカッションを行うもので、映画祭で来日した監督を招き、ミロス・フォアマンは「ヤングシネマ85」の審査員とこれにも参加予定だったが、来日を中止した。パネルディスカッションは川本三郎、中上健次、小栗康平らが参加。他にリチャード・エドランドの講演や、コーディネーター・筑紫哲也でジャンヌ・モローの「私が生きてきた映画の世界」と題した講演などが行われた。
「サウンド・シネマ・コンサート」は渋谷公会堂で、大貫妙子のコンサートが1985年6月2、3日に、フランスでテレビ放映された坂本龍一のドキュメンタリー映画『un film sur TOKYO MELODY』が1985年6月9日に上映された。サントリーは映画をテーマにした野外飲食店「ホワイトスピリッツシネマパーク」（『Bunkamura』建設前の駐車場）を開設した。
他に渋谷に本拠を置く企業なども映画関連のイベントを開催した。東急百貨店は「ユニバーサル映画創立70周年記念フェスティバル」を東横劇場で開催し、『グレン・ミラー物語』（ゲスト：ジェームズ・ステュアート）『アメリカン・グラフィティ』などを上映した。西武百貨店渋谷店B館は「秘蔵フランス映画ポスター展」、丸井渋谷店は映画祭で来日したゲストに日本の最先端技術を見てもらうため最新のハードウェアを展示した「オーディオ・ビジュアル・エレクトロニクス・フェア」を開催。渋谷パルコはシネマカフェを開設。ハリウッドの映画用メーキャップとともに歩むマックスファクターは、渋谷本社のショールームに1920～1930年代の「ハリウッドメーキャップスタジオ」を開設。マレーネ・ディートリヒからエリザベス・テイラー、ダイアン・レインまで、ハリウッド女優が使用した同じ化粧品を揃え、ハリウッド映画に関する資料の展示等を行ったら、初日に壁面に飾ったディートリヒやジョーン・クロフォードのパネルが盗難に遭うなど、予想の三倍の入場者が押し寄せ、公開を延長した。この他、スタンプラリー、六大学対抗映画批評などがあった。
同時期にアジア太平洋映画祭も渋谷東映で、ぴあフィルムフェスティバルをパルコPart3で、協賛企画「映画渡世・マキノ雅裕」（マキノ雅裕監督26作品の上映）など、渋谷を映画祭一色に塗り潰した。海外情報がまだ疎い時代。家庭用ビデオテープレコーダ（ビデオデッキ、VTR）が1984年から1985年の一年間で約1千万世帯と爆発的に伸びたが、1985年のVTR普及率は30%（2千6百万世帯）と、まだ映画館での鑑賞が優位で、未公開作品が東京国際映画祭で一挙にお披露目されるという映画ファンにとってはたまらないイベントではあった。
開会式のあった1985年5月31日に様々な交渉事を陣頭指揮した岡田茂実行委員長は、「120%の成功と思う。必ず二回目を開催したい」と話した。資金集めは困難を極めたとされ、次回、第二回は翌1986年開催の意向だったが、「第二回は1987年の秋が目途。今後も隔年（ビエンナーレ）秋が目標」と話した。合わせて、第二回はカンヌ、ヴェネツィア映画祭と同様に「グランプリ」やマーケットも設け、世界の映画人に注目される権威あるものにしたい」と述べた。

### 招待者
世界各国から多くの映画人を招待。『乱』が世界で初上映されたため、黒澤明は御殿場で静養中だったが、皇族を始め、外国人記者も多数つめかけた。
来日したのは海外映画人350人で、記者団を含めると2000人以上の映画関係者が来日し、映画祭で来日したスターは、ハリソン・フォード、シドニー・ローム、ハイン・S・ニョール、シェール、エリック・ストルツ、ジャンヌ・モロー、ブリジット・フォッセー、ヘクトール・バベンコ、ベルナルド・ベルトルッチ、ニール・ジョーダン、ピーター・グレイブス、スーザン・ストラスバーグ、サンディ・デニス、ロブ・ロウ、メリッサ・ギルバート、ヘルムート・バーガー、ジェームズ・ステュアート、ルーカス・ハース、ジェニファー・オニール、セルジオ・レオーネ、ダリオ・アルジェント、テリー・ガー、マリア・シュナイダー、ドナルド・サザーランド、ジャン＝マイケル・ヴィンセント、テリー・ムーア、ロッド・スタイガー、コニー・スチーブンス、エルケ・ソマー、ソフィー・マルソー、リチャード・エドランド、ジョージ・チャキリス、ヴィクター・バナルジー、ジュスト・ジャカン、リチャード・アンダーソン、キャシー・リー・クロスビー、ティナ・ルイス、クロード・ルルーシュ、ピエール・バルー、ステイシー・ネルキン、ロバート・キャラダイン、ウェイン・ロジャース、ハート・ボックナー、マイケル・ラドフォード、スザンナ・ハミルトンなど。旅費も持つ特別なゲストもいれば滞在費だけで来るスターもいた。ハリソン・フォードは『刑事ジョン・ブック 目撃者』が特別招待作品に選ばれ、そのプロモーションを兼ねての来日だったが、「クロサワの『乱』が観たい」と自ら渋谷宝塚に電話を掛け、副支配人に「英語字幕版の座席を確保して欲しい」と頼んだが、副支配人に「ハリソン・フォード？そんなの知らねえよ！」と電話を切られたという。ハリソン・フォードは1985年6月3日の『笑っていいとも!』に出演した。シェールは成田空港で「ファミリー・ネーム(姓)はどうした？」と一時間止められ「日本では私は知られてないのね」と皮肉った。シドニー・ロームは、大スターのつもりで来日したのに思ったほどの待遇をされず不機嫌だった。マリア・シュナイダーは『ラストタンゴ・イン・パリ』のイメージが強烈過ぎ、痩せていて誰からも気づかれなかった。ウエルカム・パーティにノーブラでオッパイが透けて見えるドレスで登場したソフィー・マルソーは、フランスに帰国後 『パリ・マッチ』のインタビューで、日本のファンが自身を追いかけ回す行為等について「ミーハー、東京は田舎の街」などと批判した。「女性映画週間」に『エミリーの未来』を出品して来日したヘルマ・サンダース＝ブラームスは日本通で、パネルディスカッションに歌舞伎に能に京都にと精力的に日程をこなしたが、天ぷらを食べ過ぎてダウンし日本医大に担ぎ込まれた。「日本最後の夜は新宿ゴールデン街で日本の若い映画人と議論しようと考えていたのに残念」とションボリしていた。映画祭直前の第57回アカデミー賞で主要部門を独占した『アマデウス』の監督・ミロス・フォアマンは招待客の目玉で、「ヤングシネマ85・国際新進監督コンクール」の審査員を予定していたが、『MISHIMA』騒動で来日を渋っているという噂が流れたため、関係者がパリに出向いて説得に当たり、出席OKの約束を取り付けたが、これまた直前に審査委員長を務めた第38回カンヌ映画祭の内輪もめで「映画祭の審査は二度とやらない」と映画祭に嫌気が差したとされ、来日を突然中止した。審査委員の補充は行われず、当初9人で審査を行う予定が7人の各国審査員で行われた。
ミロス・フォアマンの他、『MISHIMA』問題でフランシス・コッポラ、ジョージ・ルーカスなど欧米の著名俳優、監督が来日を中止した。その他、『MISHIMA』問題との関連は不明だが、来日を表明して来なかったのは、フランチェスコ・ロージ、ノーマン・ジュイソン、アリ・マッグローら。来日予定と報道されたが来なかったのは、キャサリン・ヘプバーン、カトリーヌ・ドヌーヴ、クリント・イーストウッド、メリル・ストリープ、メリナ・メルクーリ、スチュアート・ホイットマン、ブレンダ・ヴァッカロ、カミラ・スパーヴ、ホセ・フェラー、リンゼイ・ワグナー、グレン・フォード、ジョン・ブアマン、ジェニファー・コネリーら。他に東急エージェンシーが「TAKARAファンタスティック映画祭」にスティーヴン・スピルバーグを招待する予定だったが実現しなかった。直前に来日を決めたのはデヴィッド・クローネンバーグら。

### 第一回の評価
諸問題、細かい不備はたくさんあり、多くの課題を残したが、大きなトラブルもなく、岡田茂、瀬島龍三をはじめ、イベントに加わった多くの人、映画人の熱意に好感が持たれ、苦労が実り、期間中渋谷地区に予想以上の10万人以上の人を集め大成功と評された。
作品選定にごった煮の感はあったものの、各企画とも専門の独立したプロデューサーが、それぞれの判断で個性的な作品を選び、質的にも粒ぞろいでこれだけの映画をよく集めたと評された。どの会場も熱心な映画ファンで埋まり、多くの映画で上映の前後に監督や俳優と観客の質疑応答があり、各企画ごとの司会が頑張って中身の濃いやりとりもあり、観客も満足していたという。東欧などの比較的地味な映画にも中高年層が集まり、本当に良い映画を見たいという潜在的な映画ファンがまだたくさんいるという認識も持たれ映画関係者も勇気づけられた。国際映画祭のお目付け役として来日していたアルフォンス・ブリッソン国際映画製作者連盟事務局長は「映画人たちは前向きだったし、会場は申し分ないし、若い観客は生き生きしていて、ひとつひとつは完璧だった。そこには確かに祭りの雰囲気はあった。しかしホテルが散らばっていて会場から遠いこともあって、祭りの本来の一体感に欠けていたと思う。今後は祝祭空間を集中させることが課題でしょう」などと述べ、ホテルと会場の分散は外国人客に不評だった点、作品数が多すぎ、全ての作品が一回きりでの上映で、映画ファンは困惑した。「ヤングシネマ85」と「日本映画の昨日と今日」は全て英語字幕が付いたが、他の作品は日本語字幕だけ、世界の映画を見に意気込んでやって来た招待客は戸惑った、通訳も色々な国から人が来過ぎてとても追いつかなかったなどの指摘があった。映画祭の後、遅すぎた感はあるが、文化庁も映画の危機への深い憂慮を示し、「映画芸術の振興に関する懇談会」を発足させた。
第一回開催から一年数ヵ月後に日本映画復興会議が「映画を国民の手にとり戻すために―映画産業の民主姿勢を目指す白書」をまとめており、同書の中に東京国際映画祭について触れている箇所があり、それは「1985年の筑波での『科学万博』は改めて『高度情報社会』における映像情報の圧倒的優位を見せつけた。それは1970年の『大阪万博』のそれをさらに上回る。そして氾濫する映像情報の支配者が既成の映画産業ではなく、日本を支配する大企業、政財界そのものであることを改めて見せつけた。瀬島龍三を組織委員長とする『東京国際映画祭』のありようも同様であった。既成の映画産業は、テレビなどの放送産業とともにニューメディアを軸とする新しい巨大情報産業の下請け的存在に追い込まれつつあるといえる」というものだった。